# Phthonoloba acrolophites
Phthonoloba acrolophites là một loài bướm đêm trong họ Geometridae.